# Бакутін Михайло Якович
Михайло Якович Бакутін (16 жовтня 1919, село Нератне Крапивинського повіту Тульської губернії, тепер Тульської області, Російська Федерація — 27 квітня 1980, місто Новосибірськ, тепер Російська Федерація) — радянський діяч, голова Новосибірського промислового облвиконкому, 1-й секретар Новосибірського міського комітету КПРС. Депутат Верховної ради РРФСР 6-го скликання. 

## Біографія
Народився в селянській родині. У 1935 році закінчив неповну середню школу.
У 1935—1936 роках — секретар Спаської сільської ради Крапивинського району Тульської області.
З 1936 по 1940 рік навчався в індустріально-механічному технікумі.
У 1940—1942 роках — технолог військового заводу в місті Тулі. У 1941 році разом із заводом був евакуйований до міста Новосибірська.
З 1942 року — начальник технічного бюро і старший майстер Новосибірського машинобудівного заводу. Член ВКП(б) з 1943 року.
Потім працював заступником секретаря партійного бюро Новосибірського машинобудівного заводу, інструктором Новосибірського обласного комітету ВКП(б), головним технологом і секретарем партійного бюро Новосибірського машинобудівного заводу.
У 1944 році заочно закінчив Московський індустріальний інститут.
У березні 1949 — 1950 року — 2-й секретар Кіровського районного комітету ВКП(б) міста Новосибірська.
З 1950 року — 1-й секретар Кіровського районного комітету ВКП(б) міста Новосибірська.
У 1951—1954 роках — слухач Вищої партійної школи при ЦК КПРС у Москві.
У 1955 — липні 1959 року — 2-й секретар Новосибірського міського комітету КПРС.
У липні 1959 — грудні 1962 року — 1-й секретар Новосибірського міського комітету КПРС.
У грудні 1962 — грудні 1964 року — голова виконавчого комітету Новосибірської промислової обласної ради депутатів трудящих.
У грудні 1964 — 1975 року — 1-й заступник голови виконавчого комітету Новосибірської обласної ради депутатів трудящих.
З 1975 року — персональний пенсіонер союзного значення. Працював директором міжобласних профспілкових курсів у Новосибірську.
Помер 27 квітня 1980 року після важкої хвороби в місті Новосибірську.

## Нагороди
- орден Трудового Червоного Прапора
- орден «Знак Пошани» (29.04.1967)
- медаль «За доблесну працю у Великій Вітчизняній війні 1941—1945 рр.»
- медаль «За освоєння цілинних земель»
- медалі